# 小手伸也
小手 伸也（こて しんや、1973年〈昭和48年〉12月25日 - ）は、日本の俳優、声優、作家、演出家。神奈川県出身。オフィスPSC所属。

## 略歴・人物
東京都立竹早高校、1999年早稲田大学教育学部卒業。同大学内の演劇サークル、早稲田大学演劇倶楽部・アイスホッケー同好会に所属。大学卒業後、劇団innerchildを主宰。心理学や神話に特化した劇作が多く、日本神話、特に古事記に関する造詣が深い。舞台での活動が中心だったが、2016年の『真田丸』（塙団右衛門役）で注目を集めた。2018年には『コンフィデンスマンJP』『SUITS/スーツ』に出演し、アクの強い演技を見せた。
「『シンデレラボーイ』とするには年齢が高い」として「シンデレラおじさん」と自称した。俳優業でのブレイクが40代半ばであったこともあり、役者業の傍ら、長らく通販番組のコールセンターでのアルバイトを務めていた。役者業の多忙化に伴いシフトに入れなくなり結果「解雇」となってしまったが、『コンフィデンスマンJP』『SUITS/スーツ』で大ブレイクを遂げた2019年上半期までコールセンターでのアルバイトをしていたという。

## 出演

### 舞台
- 劇団innerchild全作品（1998年 - ）
- インチャイ☆サプリ 「小手伸也のよくわかる古事記」（2011年 - ）
- オハヨウのムスメVOL.4「私の世界〜気分はラヴ・ホラー〜」（1995年2月10日 - 12日、スタジオ赤坂プレイBOX）
- カムカムミニキーナ 「鈴木の大地」（1997年5月1日 - 27日、池袋シアターグリーン）
- ナイロン100℃ 11th SESSION「カメラ≠万年筆」（1997年7月31日 - 8月19日、下北ザ・スズナリ）
- 東京グローブ座10周年記念公演「どぽんど(陥人)〜ヴェニスで溺れて」（1999年3月24日 - 28日、東京グローブ座）
- 拙者ムニエル「DX寿姫」（1999年6月7日 - 13日、下北駅前劇場）
- 劇団☆新感線「直撃!ドラゴンロック3 轟天 対 エイリアン」（2001年11月17日 - 12月23日、赤坂ACTシアター 他）
- 野田地図（NODA・MAP）第九回公演「オイル」 （2003年4月11日 - 6月15日、bunkamuraシアター・コクーン 他）
- 佐野瑞樹主演「コミックジャック」（2003年7月2日 - 6日、彩の国さいたま芸術劇場 小ホール）
- 明治座再開場10周年公演「三人吉三東青春〜さんにんきちざえどのあかつき〜」（2003年11月3日 - 24日、明治座）
- 新国立劇場「透明人間の蒸気(ゆげ)」[10]（2004年3月17日 - 4月13日、新国立劇場 中劇場）
- TEAM 発砲・B・ZIN 「ツカエナイト」（2005年1月16日 - 2月5日、下北本多劇場 他）
- こどもの城＋ネルケプランニングプロデュース「南国プールの熱い砂」（2006年7月26日 - 8月6日、青山円形劇場）
- カムカムミニキーナ+ネルケプランニングpresents「陥人どぽんど（再演）」（2006年9月6日 - 10日、東京グローブ座）
- *pnish*  vol.11「マハラジャモード」（2009年10月24日 - 11月8日、池袋サンシャイン劇場 他）
- BQMAP「風雲天狗‐ムーンライトセレナーデ」（2011年11月30日 - 12月4日、新宿シアターサンモール）
- Theatre劇団子 劇団創立20周年記念 第29回公演「落人たちのブロードウェイ」（2012年9月13日 - 17日、新宿紀伊國屋ホール）
- ブロードウェイミュージカル「ピーターパン」〈2012・2013〉（2012年7月・2013年7月、東京国際フォーラム ホールC 他）
- アトリエ・ダンカンプロデュース「青春音楽活劇　詭弁・走れメロス」（2012年12月27日 - 2013年2月2日、銀座博品館劇場 他）
- アトリエ・ダンカンプロデュース「七変化音楽劇　有頂天家族」（2014年1月16日 - 2月8日、下北本多劇場 他）
- 美輪明宏演出主演「黒蜥蜴」（2015年4月4日 - 9月23日、新国立劇場 中劇場 他）
- ネルケプランニングプロデュース「コミックジャック‐RETURN2016-」（2016年1月20日 - 27日、新宿紀伊国屋サザンシアター）
- papagenoプロデュース「青春音楽活劇　詭弁・走れメロス(再演)」（2016年4月27日 - 5月14日、新宿シアターサンモール 他）
- AKB48舞台「マジすか学園 〜Lost In The SuperMarket〜」（2016年7月25日 - 8月5日、赤坂ACTシアター）
- ミュージカル「黒執事 〜NOAH'S ARK CIRCUS〜」（2016年11月18日 - 12月18日、TOKYO DOME CITY HALL 他） - ケルヴィン男爵 役
- シス・カンパニー公演（作・演出：三谷幸喜） 「子供の事情」（2017年7月8日 - 8月6日、新国立劇場 中劇場）
- PARCOステージ公演「良い子はみんなご褒美がもらえる」[11]（2019年4月20日 - 5月7日、赤坂ACTシアター / 2019年5月11日・12日、フェスティバルホール） - 医者 役
- シス・カンパニー公演（作：ニール・サイモン / 上演台本・演出：三谷幸喜） 「23階の笑い」（2020年12月5日 - 27日、世田谷パブリックシアター） - マックス・プリンス 役
- シス・カンパニー公演（作：別役実 / 演出：加藤拓也）「カラカラ天気と五人の紳士」（2024年4月 - 5月、東京 他3公演）- 紳士3 役[12]

### テレビドラマ
- HERO 第1話（2001年1月8日、フジテレビ） - 現場リポーター 役
- 安楽椅子探偵とUFOの夜（2002年3月9日・16日、ABC） - 江戸川雷太 役
- ごくせん 第11話（2002年6月26日、日本テレビ） - 記者 役
- Stand Up!! 第8話（2003年8月22日、TBS）
- ドラマ30 虹のかなた 第14話（2004年8月19日、毎日放送） - 北山哲也 役
- 世にも奇妙な物語（フジテレビ）
  - 世にも奇妙な物語 〜2005春の特別編〜「倦怠期特効薬」（2005年4月12日） - 尾崎 役
  - 世にも奇妙な物語 '19 雨の特別編 「大根侍」（2019年6月8日） - 男 役[13]
- RUN AWAY GIRL 流れる女 第3話・第4話（2005年6月7日・21日、BSフジ）
- タイガー＆ドラゴン 第10話（2005年6月17日、TBS） - 自殺志願者 役
- チェイス〜国税査察官〜（2010年4月17日 - 5月22日、NHK総合） - 査察官 役
- めしばな刑事タチバナ 第11話（2013年6月26日、テレビ東京） - 田中康平 役
- 隠蔽捜査 第6話・第7話（2014年2月17日・24日、TBS） - 小島久雄 役
- 獣医さん、事件ですよ 第2話（2014年7月10日、読売テレビ） - 田村一馬 役
- 大河ドラマ（NHK総合）
  - 真田丸 第42話 - 第49話（2016年10月23日 - 12月11日） - 塙団右衛門 役
  - どうする家康 第1話 - 第37話（2023年1月8日 - 10月1日） - 大久保忠世 役[14][15]
- 仮面ライダーエグゼイド 第24話 - 第27話、第32話（2017年3月26日 - 4月16日、5月21日、テレビ朝日） - 天ヶ崎恋 役[16]
- ミステリースペシャル 棟居刑事の凶縁（2017年9月28日、テレビ朝日） - 木元刑事 役
- オトナ高校 第1話（2017年10月14日、テレビ朝日） - 和田島正臣（パーフェクト） 役
- 連続ドラマW （WOWOW） 
  - 石つぶて ～外務省機密費を暴いた捜査二課の男たち～ 第4話 - 最終話（2017年11月26日 - 12月24日） - 冨田治信 役
  - 引き抜き屋 〜ヘッドハンターの流儀〜（2019年11月16日 - 12月14日） - 並木剛 役[17]
  - 鉄の骨（2020年4月18日 - 5月16日） - 山本誠司 役[18]
  - 怪物（2025年7月6日 - ） - 柳辰夫 役[19]
- 相棒 season16 第16話（2018年2月14日、テレビ朝日） - 葛西武 役
- コンフィデンスマンJP 第2話 - 最終話（2018年4月16日 - 6月11日、フジテレビ） - 五十嵐 役、次回予告ナレーション
  - コンフィデンスマンIG（2019年5月13日 - 17日） - 主演[20]
  - コンフィデンスマンJP 運勢編（2019年5月18日）
  - コンフィデンスマンMC（2020年7月20日 - 24日）
- ハゲタカ（2018年7月19日 - 9月6日、テレビ朝日） - ナレーション / - 最終話（2018年9月6日）「日本ルネッサンス機構」の社員 役[21]
- チア☆ダン 第4話（2018年8月3日、TBS） - 福井中央高校校長 真鍋博正 役
- SUITS/スーツ（2018年10月9日 - 12月17日、フジテレビ） - 蟹江貢 役[22]
  - SUITS/スーツ2（2020年4月13日 - 10月19日）
- 日曜プライム おかしな刑事18（2018年10月21日、テレビ朝日） - 森象二郎 役
- 私のおじさん〜WATAOJI〜（2019年1月11日 - 3月8日、テレビ朝日） - 出渕輝彦 役[23]
- 必殺仕事人2019（2019年3月10日、ABC・テレビ朝日） - 三崎屋伝兵衛 役
- 集団左遷!!（2019年4月21日 - 6月23日、TBS） - 鮫島正義 役
- 連続テレビ小説（NHK総合）
  - なつぞら（2019年） - 井戸原昇 役[24]
  - おむすび 第38回 -（2024年11月20日 - ） - 森川学 役[25]
- お父さんと私の“シベリア抑留”-『凍りの掌』が描く戦争-（2019年8月10日、NHK BSプレミアム） - 渡邊博光 役
- モトカレマニア（2019年10月17日 - 12月12日、フジテレビ） - 安藤一朗 役[26]
- 磯野家の人々～20年後のサザエさん～（2019年11月24日、フジテレビ） - 穴子 役[27]
- 女子高生の無駄づかい 第4話（2020年2月14日、テレビ朝日） - 理容室の店長 役
- よるドラ いいね!光源氏くん（2020年4月4日 - 5月23日、NHK総合） - 安倍治明 役
- 警視庁強行犯係・樋口顕 最終話（2021年2月19日、テレビ東京） - 灰谷卓也 役
- 珈琲いかがでしょう 第3話（2021年4月19日、テレビ東京） - 森 役
- 恋はDeepに 第2話（2021年4月21日、日本テレビ） - デイヴィッド・チャン 役
- 警視庁ゼロ係〜生活安全課なんでも相談室〜 SEASON5 第1話（2021年4月30日、テレビ東京） - 久保田信吾 役
- チバケンのマツモトさん。（2021年5月1日、チバテレビ） - 臼井銀次郎 役[28]
- TOKYO MER〜走る緊急救命室〜（2021年7月4日 - 9月12日、TBS） - 冬木治朗 役[29][30]
  - TOKYO MER〜隅田川ミッション〜（2023年4月16日）[31]
- 月曜プレミア8『再雇用警察官3』（2021年12月13日、テレビ東京） - 伊勢戸勝浩 役[32]
- BS笑点ドラマスペシャル 笑点をつくった男 立川談志（2022年1月2日、BS日テレ） - 林家三平（初代） 役[33][注 1]
- ドクターホワイト（2022年1月17日 - 3月21日、関西テレビ・フジテレビ系） - 真壁仁 役[34][35]
  - ドクターホワイト 特別編（2022年3月28日）[36]
- ダマせない男（2022年3月26日、日本テレビ） - 課長栗山 役[37]
- 警視庁・捜査一課長 season6 第1話・第2話（2022年4月14日・21日、テレビ朝日） - 時岡賢 役[38]
- ソロ活女子のススメ2 第3話（2022年4月21日、テレビ東京） - ドライブインの男性客 役[39]
  - ソロ活女子のススメ3 第3話（2023年4月20日） - 古書店の男性客 役[40]（シーズン2とは別人役）
  - ソロ活女子のススメ4 第9話（2024年5月30日） - 喫茶店の男性客 役[41]
  - ソロ活女子のススメ5（2025年放送予定、テレビ東京）[42]
- 何かおかしい 第5話・第6話（2022年6月29日・7月6日、テレビ東京） - 小手伸也（本人） 役[43]
  - 何かおかしい2 第5話（2023年5月2日[注 2]）[44]
- 祈りのカルテ 研修医の謎解き診察記録 第4話（2022年10月29日、日本テレビ） - 榊健太郎 役[45]
- スタンドUPスタート（2023年1月18日 - 3月29日、フジテレビ） - 林田利光 役[46]
- unknown（2023年4月18日 - 6月13日、テレビ朝日） - 世々塚幸雄 役[47]
- ギフテッド Season1（2023年8月12日 - 10月1日、東海テレビ・フジテレビ） - 鷲巣潔 役[48]
  - ギフテッド Season2（2023年10月14日 - 12月2日、WOWOW）[49]
- ONE DAY〜聖夜のから騒ぎ〜（2023年10月9日 - 12月18日、フジテレビ） - 折口康司 役[50][51]
- となりのナースエイド（2024年1月10日 - 3月13日、日本テレビ） - 猿田弥彦 役[52][53]
  - となりのナースエイドSP2025（2025年1月11日、日本テレビ）[54]
- 生ドラ!東京は24時 -Starting Over-（2024年3月28日、フジテレビ） - 陣野肇 役[55]
- GTOリバイバル（2024年4月1日、関西テレビ・フジテレビ） - 富士山田剛司 役[56]
- しょせん他人事ですから 〜とある弁護士の本音の仕事 第2話・第3話（2024年7月26日・8月2日、テレビ東京） - 中山健太郎 役[57]
- カプカプ 第1話（2024年11月28日 、テレビ東京） - サトシ 役[58]
- ノンレムの窓 2025・新春 第2話「よーい、フィクション!」（2025年1月5日、日本テレビ）[59]
- 純喫茶つながり、閉店します（2025年3月1日 - 、テレビ愛知） - 小山田繁 役[60]
- 藤子・F・不二雄 SF短編ドラマ シーズン3「分岐点」（2025年3月27日、NHK BSプレミアム4K）[61]
- なんで私が神説教（2025年4月12日 - 6月14日、日本テレビ） - 新庄保 役[62][63]

### 配信ドラマ
- 奪い愛、夏（2019年8月8日 - 9月26日、AbemaTV） - 土筆肇 役
- 時効警察とくべつへん 鑑識課・又来康知（2019年10月19日・10月26日、AbemaTV・ビデオパス） - 下柳田喜一郎 役
- 死神さん 第1話（2021年9月17日、Hulu） - 大邊誠 役[64]
- 仮面ライダーゲンムズ スマートブレインと1000%のクライシス（2022年4月17日、東映特撮ファンクラブ） - 天ヶ崎恋 役[65]
- なんで私まで神説教!?（2025年6月7日、Hulu） - 新庄保 役[66]
- 縦型連続ショートドラマ『崖』（2025年6月30日 - 、YouTubeほか） - 藤永昭 役[67]
- サラリーマン山崎シゲル（2025年7月1日 - 、FOD SHORT） - 部長 役[68]

### オーディオドラマ
- BATMAN 葬られた真実（2022年、Spotify） - ドクター・ハンター 役[69]

### 映画
- 星になった少年（監督：河毛俊作） - コンパニオンの上司 役
- 不灯港（監督：内藤隆嗣） - 主演
  - ロッテルダム国際映画祭コンペティション
  - ミラノ国際映画祭コンペティション準グランプリ
  - 台北国際映画祭コンペティション準グランプリ
- 特命係長 只野仁 最後の劇場版（監督：植田尚）
- 高校デビュー（監督：英勉）
- 狼の生活（監督：内藤隆嗣）
- 日々ロック（監督：入江悠）
- コンフィデンスマンJPシリーズ（東宝） - 五十嵐 役
  - コンフィデンスマンJP ロマンス編（2019年5月17日、監督：田中亮）
  - コンフィデンスマンJP プリンセス編（2020年7月23日、監督：田中亮）
  - コンフィデンスマンJP 英雄編（2022年1月14日、監督：田中亮）
- 色の街（2019年6月23日、監督：森平周） - 中年男性 役（特別出演）
- 事故物件 恐い間取り（2020年8月28日、監督：中田秀夫） - 篠崎 役
- TANG タング（2022年8月11日、監督：三木孝浩） - 加藤飛鳥 役[70]
- 劇場版TOKYO MER〜走る緊急救命室〜（2023年4月28日、監督：松木彩） - 冬木治朗 役[71][72]
  - 劇場版TOKYO MER〜走る緊急救命室〜南海ミッション（2025年8月1日、監督：松木彩）[73]
- 大名倒産（2023年6月23日、監督：前田哲） - 橋爪佐平次 役[74]
- 親のお金は誰のもの 法定相続人（2023年10月6日、監督：田中光敏）[75][76]
- ガールズドライブ（2023年11月10日、監督：宮岡太郎）[77]
- 恋わずらいのエリー（2024年3月15日公開、監督：三木康一郎） - ミヒャエル 役[78]
- もしも徳川家康が総理大臣になったら（2024年7月26日公開、監督：武内英樹） - 足利義満 役[79]
- 知らないカノジョ（2025年2月28日、監督：三木孝浩）[80]
- ベートーヴェン捏造（2025年9月12日公開予定、監督：関和亮） - イグナーツ・シュパンツィヒ 役[81]

### オリジナルビデオ
- 仮面ライダーエグゼイド トリロジー アナザー・エンディング 仮面ライダーブレイブ&仮面ライダースナイプ（2018年3月28日、東映） - 天ヶ崎恋 役

### テレビアニメ
- capeta（テレビ東京） - 平茂雄 役
- ジュエルペット（テレビ東京） - サンタ 役
- 遊☆戯☆王5D's（テレビ東京） - レクス・ゴドウィン 役
- GREAT PRETENDER（フジテレビ） - 五十嵐 役[82]

### OVA
- Landreaall（ランドリオール） - ゼクスレン・レイブナード 役[83]

### ゲーム
- 遊☆戯☆王ファイブディーズ タッグフォース6（コナミ） - レクス・ゴドウィン 役
- 遊戯王デュエルリンクス（コナミ） - レクス・ゴドウィン 役

### ラジオ
- NISSAN あ、安部礼司〜BEYOND THE AVERAGE（2019年 - 、TOKYO FM・JFN系列） - 御手洗到来 役
- FMシアター （NHK-FM）
  - 『JUST A HERO』（2024年11月9日）[84] - 前野正義 役

### バラエティ番組
- アナ★バン!（フジテレビ） - 太陽さん 役（声/MCレギュラー）
- ゴッドタン〜第6回キス我慢選手権（テレビ東京）
- かみばな（BS11） - 出演・構成作家
- ソフィアの選択（フジテレビ） - ナレーション・構成作家
- 痛快TVスカッとジャパン（2018年6月10日・9月24日 / 2019年3月18日、フジテレビ）
- 演劇人は、夜な夜な、下北の街で呑み明かす… 第十九夜「小手伸也会」（前編 2018年7月17日/後編 2018年7月24日、BSスカパー!）
- 芸能人密着ドキュメントに潜むたった1つだけのウソ。ワンフィクション（2018年9月3日・10日 / 12月31日、テレビ東京） - ナレーション
- 叶え！孫ばかドリーム（2018年11月27日、BSテレ東） - ナビゲーター・ナレーション
- 探偵キング（2018年12月1日、フジテレビ） - ナレーション
- 突然ですが占ってもいいですか？（2022年1月、フジテレビ）[85]
- 有吉のお金発見 突撃!カネオくん（2023年2月11日、NHK総合）

### テレビCM
- 『東北電力・オール電化篇』（東北電力）
- 『ニンテンドーDS  パワプロクンポケット8』（KONAMI）
- 『コカコーラZERO』（コカコーラ）
- 『ウイルスバスター2009・もったいない篇』（トレンドマイクロ）
- 『オルセー美術館展』 - ナレーション
- 『EPSONエコタンク搭載モデル・エコタンクのうた篇』（EPSON）
- はるやま商事「i-shirt」（2018年11月1日 - ） -  乃木坂46（白石麻衣・桜井玲香・松村沙友理・梅澤美波）と共演[注 3]。
- ソフトバンク「5Gってドラえもん？『のび太登場』篇」（2020年7月1日 - ） - のび太のパパ 役[86]
- アサヒ飲料「カルピスウォーター『着ぐるみバイト』編」（2021年3月10日 - ） - 永野芽郁と共演。
- VUEN「NICOLESS」『続けばラッキー篇』『タバコじゃない篇』（2022年4月17日 - ）[87]
- カオナビ「組織が変わる」篇、「才能見つかる」篇（2022年8月19日 - ） - ショッカー怪人イカデビルの声でショッカー戦闘員役の香取慎吾と共演[88]。
- 日本マクドナルド「本気のコーヒー『心の会話』篇」（2023年1月16日 - ） - 木村拓哉と共演[89]。

### その他映像
- 『進研ゼミ小6講座“みるみるOK「比」まるわかりビデオ”(ヒナンジャー編)』（ベネッセ）
- 『シネマのフチ子  マナーのススメ』（109シネマズ東急レクリエーション系列映画館）
- MV 『We Are Confidence Man』（fox capture plan） ※五十嵐として主演
- インターシミュレーションムービー『NICE』（日産自動車） - 長官 役

✳︎徹子の部屋　2025年3月11日

### 脚本提供
- TSミュージカルファンデーション「Calli〜炎の女カルメン」（2008年5月31日 - 6月8日、銀河劇場）
- Dステ16th×TSミュージカルファンデーション「GARANTIDO(ガランチード)」（2015年5月21日 - 26日、東京芸術劇場プレイハウス　他） - 原作
- ソラリネ。＃16  「PANGEA」（2016年11月2日 - 13日、シアターノルン）
- 梅田芸術劇場「ROMALE 〜ロマを生き抜いた女 カルメン〜」（2018年3月 - 4月/東京芸術劇場プレイハウス、シアター・ドラマシティ） - 原作

### ネット動画
- 『小手伸也のよくわかる古事記』①「イザナギとイザナミ」あらすじ
- 『小手伸也のよくわかる古事記』②「アマテラスとスサノオ」あらすじ
- 『小手伸也のよくわかる古事記』③「スサノオとヤマタノオロチ」あらすじ
- バイク査定ドットコム「【衝撃】おとなしい女性がキレる瞬間」編（ワースワイル）
- バイク査定ドットコム「バイク好きマン2」編（ワースワイル）
- OWNDAYS「悲しすぎるお父さんの物語編」（ONNDAYS）
- 『死んでから妻子の前で踊ってみた』（原島FP事務所）
- アイデム演劇プロジェクト「スマホを片手に走れメロス」編（イーアイデム）
- アイデム演劇プロジェクト「ロミ男とジュリエッ子」編（イーアイデム）
- 『極じゃが』（カルビー）
- ガスター10『胃痛脱出!？?大作』』（第一三共ヘルスケア）

### 配信
- 田中圭24時間テレビ（2018年12月15日21時 - 12月16日21時、AbemaSPECIAL2） - 小手伸也（本人） 役[90]

### 講演
- なら記紀・万葉 古代を感じるトーク＆ライブ「小手伸也のよくわかる古事記(出張版)」（2019年2月16日、奈良県御所市アザレアホール）